# Punta Baffe - Punta Moneglia - Val Petronio
Quello di Punta Baffe - Punta Moneglia - Val Petronio è un sito di interesse comunitario della Regione Liguria, designato come Zona Speciale di Conservazione con Decreto Ministeriale 7 aprile 2017, nell'ambito della Direttiva 92/43/CEE (Direttiva Habitat). Comprende un'area di 1308 ettari ed è collocato nella Città metropolitana di Genova nei comuni di Moneglia, Sestri Levante, Casarza Ligure e la località Masso di Castiglione Chiavarese. Nel tratto di mare antistante Punta Baffe e Punta Moneglia è istituito inoltre un SIC marino.

## Storia

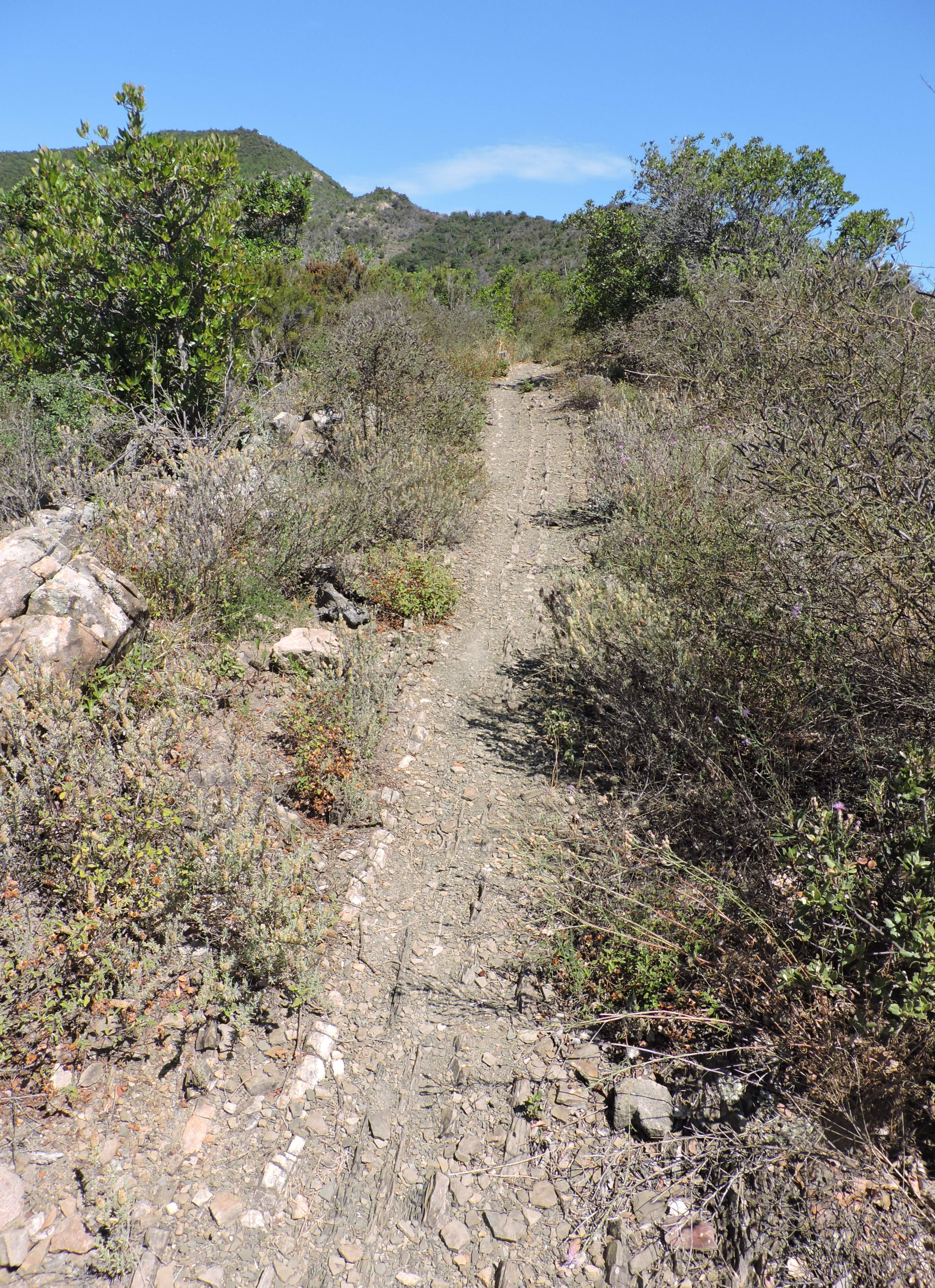
L'arida Cresta di Comunaglia

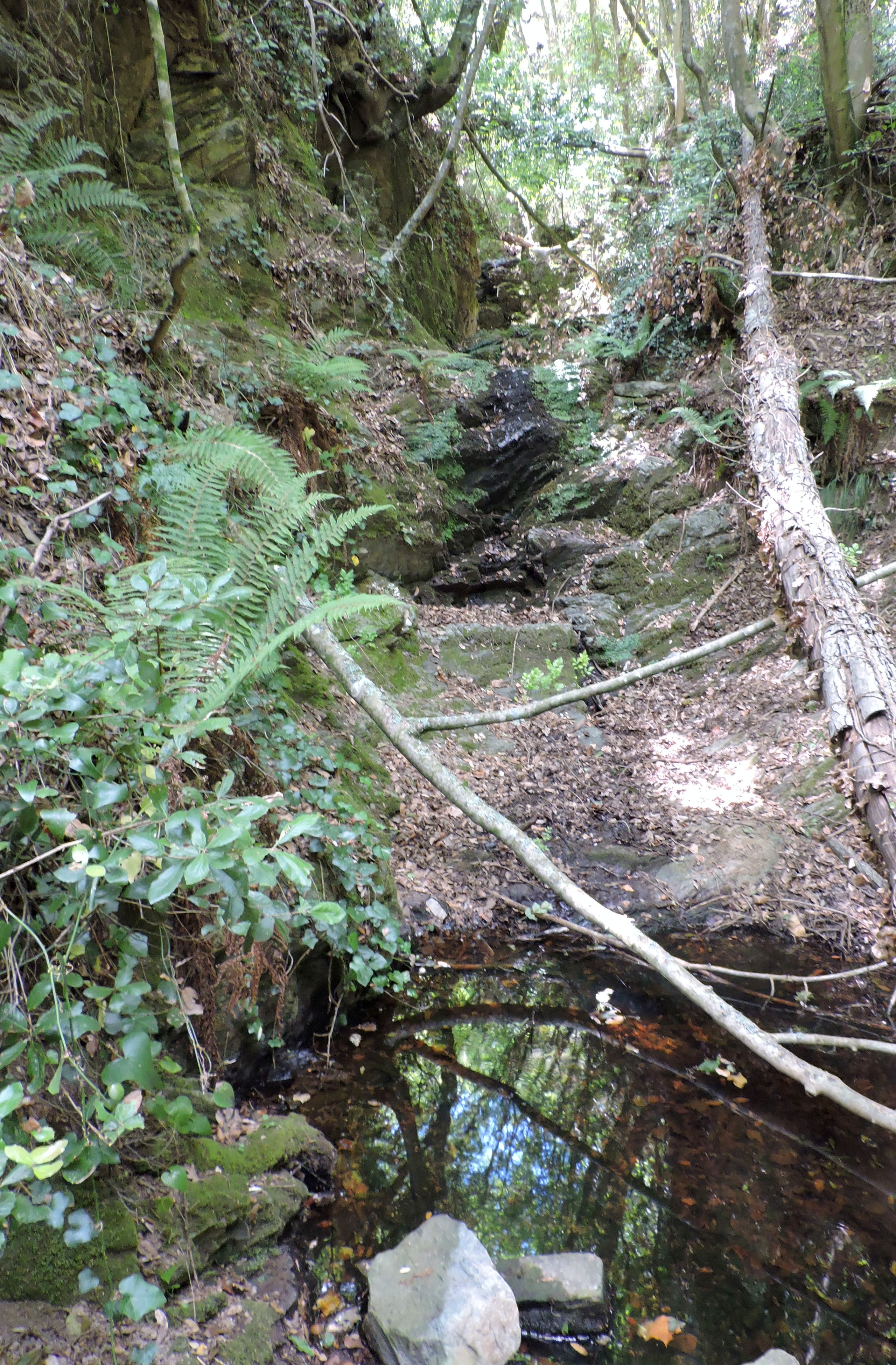
Un umido impluvio della valle di Moneglia

La zona che costituisce il SIC/ZSC era stata in passato inclusa nel Parco naturale regionale dei Promontori e delle Isole di Levante, dichiarato estinto nel 2001. La maggior parte del vecchio parco regionale fa oggi parte del Parco nazionale delle Cinque Terre, il quale oltre che le Cinque terre propriamente dette comprende anche una parte dei comuni della Spezia e, a ovest, di Levanto. La costa tra Moneglia e Riva Trigoso, assieme a parte della Val Petronio, è invece tutelata dal SIC a partire dal 2017. Le misure di conservazione oggi vigenti sono state aggiornate nel 2017 dalla Regione Liguria con DGR n.537 del 4 luglio 2017

## Territorio
Il sito comprende l'area costiera attorno a di Punta Baffe e Punta Moneglia, compresa tra Riva Trigoso (a ovest) e Moneglia; fanno inoltre parte del SIC i rilievi alle spalle di questo tratto di costa (tra i quali il Monte Comunaglia e il Monte Moneglia) e una parte della valle del torrente Petronio. La zona più settentrionale dell'area è caratteristica a livello geologico dalla presenza di terreni derivati dalla degradazione di rocce ofiolitiche. La quota altimetrica dall'area varia dagli 0 metri della costa ai 520  m s.l.m. del Monte Moneglia.

## Flora e vegetazione
A livello floristico si segnala la presenza di alcune specie per le quali il SIC rappresenta il limite settentrionale del proprio areale quali Quercus suber (la quercia da sughero), Euphorbia dendroides (l'euforbia arborea) e Euphorbia biumbellata, decisamente rara. Da rilevare inoltre il rinvenimento di esemplari di Vitis vinifera ssp. sylvestris, la pianta che ha dato origine alla vite europea e la cui diffusione allo stato selvatico in Europa è limitata a poche zone. Nell'area del SIC più prossima alla costa sono presenti macchia mediterranea, gariga e pinete più o meno in buone condizioni. All'interno, in particolare sui versanti più ombrosi, è invece diffuso il castagneto, mentre sulle rive del maggiore corso d'acqua del SIC, il torrente Petronio, si possono osservare tratti occupati da vegetazione ripariale.

## Fauna

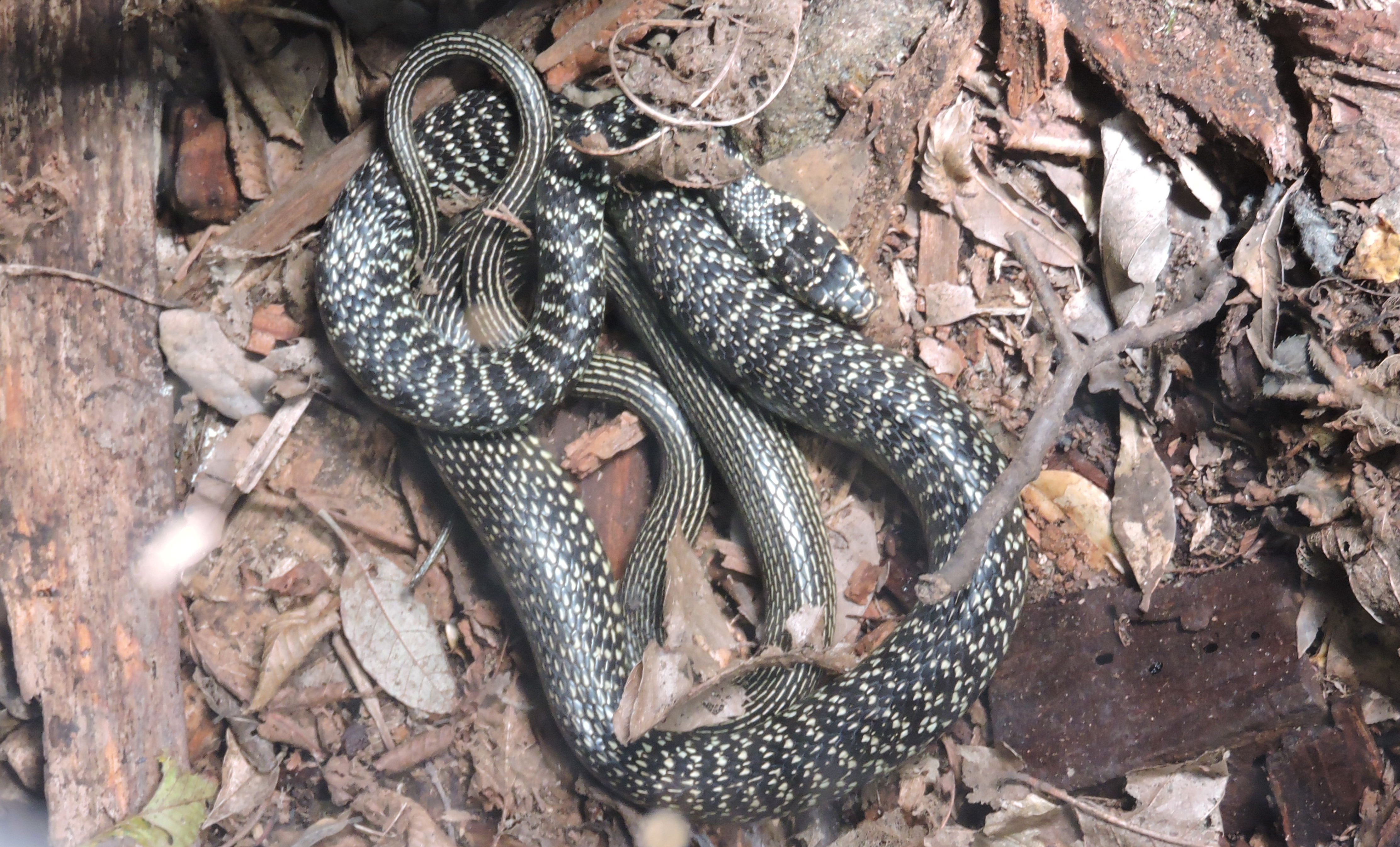
Un biacco sul Monte Moneglia

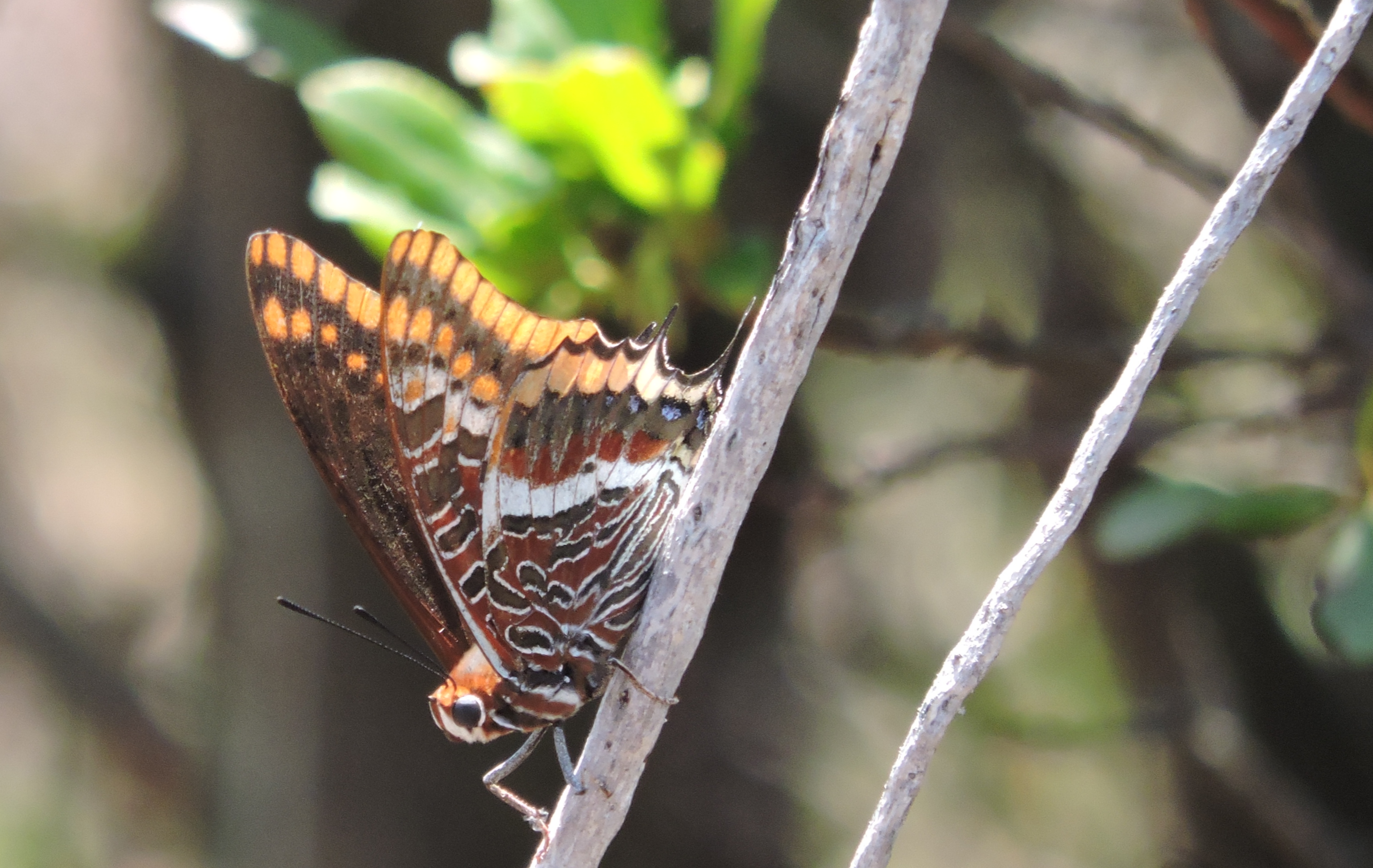
La sfinge del corbezzolo (Charaxes jasius)

La particolare topografia dell'area, caratterizzata da promontori, piccole spiagge e profondi valloni alternati a crinali aridi e soleggiati, ha favorito la biodiversità faunistica e l'insediamento di importanti popolazioni di rettili e anfibi. Notevole è anche la varietà di uccelli, tra i quali si possono segnalare varie specie di rapaci, che spesso nidificano sulle rupi e rilievi rocciosi. Molte sono anche le specie di passo. Tra gli artropodi molto interessanti sono le specie di lepidotteri presenti nella zona,  tra le quali Gonepteryx cleopatra (legata all'alaterno), Charaxes jasius (che si nutre del corbezzolo) e Euplagia quadripunctaria, più legata agli ambienti umidi presenti nelle zone interne del SIC. I substrati ofiolitici che affiorano nell'area interna del SIC supportano inoltre la presenza di specie e formazioni vegetali di notevole interesse, caratterizzate dall'abbondanza di arbusti del genere Buxus e dalla presenza di Genista salzmannii.